# Якоб Кромбергер
Я́коб Каспар (нім. Jakob Kaspar Kromberger), або Ха́кобо Кромбергер (ісп. Jakobo Cromberger; 1473, Нюрнберг — 1528, Севілья) — німецький друкар, який прибув до Севільї в 1490-ті роки. Він заснував династію севільських друкарів XVI століття.

## Біографія
В Іспанії він працював із друкарями Мейнардо Унгутом і Ланцалао Полоно (також згадується як Естаніслао Поло).
Друкар Мейнардо Унгут був німцем і переїхав до Неаполя, де одружився з Комінчі де Бланкіс (або Бланкес). У 1489 році у них був син Томас Унгут. Мейнардо переїхав до Севільї у 1490 році. Згідно з різними дослідженнями Полоно був поляком, хоча інші припускають, що він був італійцем. Він прибув до Севільї в той самий час, що й Мейнардо.
Коли Мейнардо помер, Якобо одружився з його вдовою і таким чином отримав контроль над друкарнею. Цей шлюб відбувся між 1499 і 1500 роками. Пізніше у Якоба і Комінчі народилося двоє дітей: Хуан і Каталіна.
Починаючи з 1503 року він надрукував численні книги, у деяких випадках дотримуючись вказівок архієпископа та інших відповідальних за навчання духовенства в кафедральному капітулі. Першою була In magistri Petri Hispani Logicam indagatio. Вважається, що з його друкарні вийшли дві з кожних трьох книг, опублікованих у Севільї того часу. У 1511 році він розташував своє приміщення на нинішній вулиці Пахарітос у Севільї, яка пізніше буде називатися вулицею де ла Імпрента, де є пам'ятна дошка.
У 1512 році він надрукував кілька книг про християнське вчення та букварів для навчання читанню для експедиції до Індії брата Алонсо де Еспінара з сорока францисканськими монахами. Він також працював для капітула кафедрального собору Севільї. Він став багатим як видавець, а з 1508 року — як книготорговець. З цієї причини він придбав будинки, магазини та сільськогосподарські угіддя в провінції Севілья. Він також був работорговцем, і деякі з рабів працювали в його закладі.
У 1519 році він надрукував книгу «Сума географії» Мартіна Фернандеса де Енсісо, яка є однією з перших книг із світової географії в історії.
У 1521 році він надрукує Мануелінські свячення, португальський законодавчий кодекс, для короля Португалії Мануеля I. У 1522 році він опублікував другий лист Кортеса, датований 30 жовтня 1520 року, який супроводжувався короткою запискою, в якій Кортес повідомляв, що в Мексиці досягнуто перемоги.
У 1528 році він створив нову серію малих видань Лукіана, Овідія та Вергілія.
Він був батьком Хуана Кромбергера, засновника першої друкарні в Америці, і дідусем однойменного друкаря Хакоме Кромбергера.
Його дочка Каталіна вийшла заміж за Ласаро Нюрнбергера, німця, який проживав у Севільї і торгував з Індією. Кромбергер розпочав закордонний бізнес разом зі своїм зятем, спочатку таємно, а з 1525 року з офіційного дозволу.
Після його смерті його спадщина була оцінена в 12 000 дукатів (чотири з половиною мільйони мараведі). Окрім самої друкарні, його активи включали 160 000 книг, різні інвестиції та рабів.